# Teardrops (bài hát của Womack & Womack)
"Teardrops" là bài hát trong album phòng thu thứ tư của Womack & Womack, Conscience (1988). Các nhà soạn nhạc được liệt kê là Womack & Womack, tên nghệ sĩ của Cecil và Linda Womack, mà cũng là nhà sản xuất bài hát cùng với Chris Blackwell. Được phát hành dưới dạng đĩa đơn của album trong quý III năm 1988, nó được xếp hạng cao trên khắp thế giới, đứng ở vị trí số một tại Úc và Hà Lan, đứng thứ hai ở Đức và Thụy Sĩ, và thứ ba ở Anh.
Năm 1993, Elton John và k.d. Lang cũng thâu bản "Teardrops" cho album John Duets. Năm 1998, là nhóm nhạc Anh Lovestation, và sau đó, ban nhạc pop No Angels và ca sĩ người Úc Kate Alexa cũng phát hành các phiên bản riêng của họ là những đĩa đơn trong năm 2007 và 2008. Năm 2002, Lulu và Elton John cover bài hát cho album của Lulu Together. Trong năm 2009, Sugababes thu âm lại bài hát trong bản biên soạn 50 năm của Island Records. Nó cũng được trình diễn bởi The xx trong năm 2009, trên một đĩa bonus với album đầu tay xx của họ, cũng như bởi ca sĩ người Anh Joss Stone, người đưa bài hát vào trong album 2012 của cô The Soul Sessions Vol. 2. Bài hát được chơi trong soundtrack của trò chơi điện tử Grand Theft Auto: Episodes from Liberty City. Năm 2011, ca khúc được thu âm bởi Cliff Richard và Candi Staton cho album Soulicious của Richard và bởi Roosevelt vào năm 2016.